# Gaetano Zoppi
Gaetano Zoppi, italijanski general, * 3. marec 1850, † 19. oktober 1948.
Med prvo svetovno vojno (14. september 1914 in 3. januar 1918) je bil poveljujoči general Korpusa karabinjerjev. V vojaški zgodovini pa je poznan tudi kot poveljnik 5. armadnega korpusa, ki se je boril na soški fronti.